# Peter Hoppenbrouwers
P.C.M. (Peter) Hoppenbrouwers (Zundert, 11 juli 1954 – 16 oktober 2023) was een Nederlands historicus. Hoppenbrouwers was hoogleraar middeleeuwse geschiedenis aan de Universiteit Leiden.

## Biografie
Hoppenbrouwers studeerde in 1978 cum laude af aan de Universiteit Leiden, met als hoofdvak middeleeuwse geschiedenis. In de periode 1984-1994 was Hoppenbrouwers directeur van het Nederlands Agronomisch-Historisch Instituut aan de Rijksuniversiteit Groningen. In 1992 promoveerde hij cum laude op het proefschrift Een middeleeuwse samenleving. Het Land van Heusden (ca. 1360 - 1515). Een van zijn promotoren was Wim Blockmans.
In 1994 werd Hoppenbrouwers benoemd tot universitair docent middeleeuwse geschiedenis aan de Universiteit Leiden. In 2001 volgde een benoeming tot hoogleraar middeleeuwen aan de Universiteit van Amsterdam. In 2007 keerde Hoppenbrouwers als hoogleraar middeleeuwen terug naar zijn alma mater, de Universiteit Leiden, met als onderzoekszwaartepunt de Late middeleeuwen. In samenwerking met zijn voorganger en promotor Wim Blockmans schreef Hoppenbrouwers het boek Eeuwen des onderscheids, een handboek voor middeleeuwse geschiedenis dat ook vertaald is naar het Engels, Portugees Braziliaans en Chinees.
Naast zijn werkzaamheden als hoogleraar was Hoppenbrouwers redacteur van het vaktijdschrift The Medieval Countryside, bestuurslid van de Onderzoeksschool Mediëvistiek en redactielid van het Tijdschrift voor Geschiedenis .

## Publicaties (selectie)
(voor een complete lijst van publicaties vanaf 1978, zie: Publications)
- Een middeleeuwse samenleving. Het Land van Heusden, ca. 1360-ca. 1515 (twee delen, Groningen/Wageningen 1992) (proefschrift).
- 'Heren die parlementeren. Brabantse diplomatieke bedrijvigheid rond 1400', Tijdschrift voor Geschiedenis 127:4 (2014) 553-578.
- 'An Italian city-state geared for war: urban knights and the cavallata of Todi', Journal of Medieval History 39:2 (2013) 240-253.
- 'The dynamics of national identity in the later Middle Ages', in: Robert Stein en Judith Pollmann (eds.), Networks, regions, and nations: shaping identities in the Low Countries, 1300-1650 (Leiden en Boston 2010) 19-41.
- Malgoverno of good lordship? Over het falen van de staat in de late middeleeuwen (Leiden 2009).
- Medieval peoples imagined (Amsterdam 2005).
- Eeuwen des onderscheids. Een geschiedenis van middeleeuws Europa (samen met Wim Blockmans), Amsterdam,  compleet herziene editie, 2016.
- Stormruiters: Stepperijken in Eurazië (500 v.Chr.-1700 n.Chr.), Prometheus, Amsterdam, 2023 (postuum verschenen).

- Bibsys: 5094294
- Bibliothèque nationale de France: cb14478781j (data)
- Catàleg d'autoritats de noms i títols de Catalunya: 981058617098206706
- Gemeinsame Normdatei: 143431595
- International Standard Name Identifier: 0000 0001 1492 9417
- Library of Congress Control Number: n88069476
- NARCIS: PRS1240153
- Nationale Bibliotheek van Tsjechië: jo2014818564
- Nationale Bibliotheek van Israël: 987007520701805171
- Nationale Bibliotheek van Polen: a0000002705130
- Nationale en Universitaire bibliotheek Zagreb: 000496170
- Nederlandse Thesaurus van Auteursnamen: 074177036
- Réseau des bibliothèques de Suisse occidentale: 02-A008974417
- Système universitaire de documentation: 060220023
- Semantic Scholar: 91319760
- Virtual International Authority File: 66691678
- WorldCat: E39PBJbWBmHWGrk4837yTXYMfq